# Camponotus hagensii
Camponotus hagensii é uma espécie de inseto do gênero Camponotus, pertencente à família Formicidae.